# (8) Флора
(8) Фло́ра (лат. Flora) — астероид главного пояса, который принадлежит к светлому спектральному классу S и возглавляет астероидное семейство Флоры. Он был открыт 18 октября 1847 г. английским астрономом Джоном Хиндом в обсерватории Бишопа, Великобритания, и назван в честь древнеримской богини цветов и весны Флоры.
26 июля 2013 года состоялось покрытие астероидом Флора звезды 2UCAC 22807162, наблюдаемое в Южной Америке, Азии и Африке.
В кинематографе Флора упоминалась как место действия научно-фантастического фильма 1968 года «Зелёная слизь».